# الکسیس رنارد
الکسیس رنارد (انگلیسی: Alexis Renard؛ زادهٔ ۱ ژوئن ۱۹۹۹ ‏(۲۵ سال)) دوچرخه‌سوار اهل فرانسه است.
از باشگاه‌هایی که در آن بازی کرده‌است می‌توان به تیم دوچرخه‌سواری کوفیدیس و تیم دوچرخه‌سواری آکادمی اسرائیل اشاره کرد.